# René Kos
René Kos (Langedijk, 17 d'octubre de 1955) és un exciclista neerlandès, especialista en el mig fons. Va guanyar dues medalles, una d'elles d'or, als Campionats del món de l'especialitat. El 1980 també havia guanyat una medalla de plata però va ser desqualificat per un positiu en nandrolona.
Els seus fills Patrick i Christian també s'han dedicat al ciclisme.

## Palmarès
- 1981
  -  Campió del Món en mig fons
  -  Campió dels Països Baixos de mig fons
- 1982
  -  Campió dels Països Baixos de mig fons
- 1984
  -  Campió dels Països Baixos de mig fons
- 1985
  -  Campió dels Països Baixos de mig fons